# 阿博耶
阿博耶（Arboye）是埃塞俄比亞東部奧羅米亞州阿爾西地區的小鎮，位於首都亞的斯亞貝巴東南168公里，座標8°36′N 40°13′E / 8.600°N 40.217°E，海拔1,636米。鎮內沒有電話、郵政服務，但有電力供應。根據埃塞俄比亞中央統計局2005年人口普查的資料，阿博耶人口約4,596，其中男性2,234人，女性2,362人。